# Agesipolis II van Sparta
Agesipolis II (Grieks: Ἀγησίπολις) was in 371 v.Chr. voor korte tijd koning van Sparta uit het huis der Agiaden.
Agesipolis II was de zoon en opvolger van Cleombrotus I. Hij regeerde slechts één jaar, en werd opgevolgd door zijn broer Cleomenes II.